# Boletina kopetdagensis
Boletina kopetdagensis är en tvåvingeart som beskrevs av Zaitzev 1994. Boletina kopetdagensis ingår i släktet Boletina och familjen svampmyggor. Inga underarter finns listade i Catalogue of Life.